# Luke Appling
Lucius Benjamin Appling, detto Old Aches and Pains, detto Luke (High Point, 2 aprile 1907 – Cumming, 3 gennaio 1991), è stato un giocatore di baseball e allenatore di baseball statunitense nella Major League Baseball (MLB).
È stato inserito nella National Baseball Hall of Fame nel 1964.

## Carriera
Nato nella Carolina del Nord, Appling frequentò brevemente l'Oglethorpe College. Firmò con gli Atlanta Crackers nelle minor league nel 1930 e debuttò coi Chicago White Sox più avanti nello stesso anno. La sua carriera si interruppe momentaneamente nel 1944 e 1945 per combattere nella Seconda guerra mondiale. Giocò per Chicago fino 1950, venendo convocato per sette All-Star Game e guidando per due volte la American League in battute. Nel 1967 fu manager ad interim dei Kansas City Athletics.

## Palmarès
- MLB All-Star: 7

1936, 1939–1941, 1943, 1946, 1947
- Numero 4 ritirato dai Chicago White Sox